# 詹姆斯·克拉克·麦克斯韦
詹姆斯·克拉克·麦克斯韦 FRS FRSE（1831年6月13日—1879年11月5日），英国物理学家。其最大功绩是提出了将电、磁、光统归为电磁场现象的麦克斯韦方程组。麦克斯韦在电磁学领域的功绩实现了物理学自艾萨克·牛顿后的第二次统一。
在1864年發表的論文《電磁場的動力學理論》中，麦克斯韦提出電場和磁場以波的形式以光速在空間中传播，并提出光是引起同种介质電场和磁场中許多現象的电磁扰动，同时在理论上预测了电磁波的存在。此外，他还推进了分子运动论的发展，提出了彩色摄影的基础理论，奠定了结构刚度分析的基礎。
世人普遍认为麦克斯韦在十九世纪物理学家中，对二十世纪初物理学进展影响最为巨大。他的科学工作为狭义相对论和量子力学打下理论基础，是现代物理学的先声。有观点认为，他对物理学的发展做出的贡献仅次于伽利略、艾萨克·牛顿和阿尔伯特·爱因斯坦:2。在麦克斯韦百年诞辰时，爱因斯坦本人盛赞了麦克斯韦，称其对物理学做出了“自牛顿时代以来最深刻、最有成效的变革”:425。

## 生平

### 幼年：1831年至1839年
詹姆斯·克拉克·麦克斯韦1831年6月13日生于爱丁堡的印度街14号。其父詹姆斯·克拉克是一名辩护律师，家境殷实，其母弗朗西丝婚前姓凯:506:633。他来自于佩尼库克的克拉克家族，伯父是第六代克拉克从男爵。“麦克斯韦”这一姓氏来自于与克拉克家族关系深厚的麦克斯韦家族。麦克斯韦的曾祖母即来自这个家族。而在他的父亲继承了该家族位于柯库布里郡的米德尔比的地产后，“麦克斯韦”被加在他的姓氏中。:506此外，艺术家杰迈玛·布莱克本是他的表姐。
麦克斯韦的父母直到三十多岁时才结婚:11，其母在生他时已年近四十。在麦克斯韦出生前，夫妇还有一个早夭的孩子，伊丽莎白:1。
麦克斯韦幼年随家人移居到建于他们家族米德尔比的领地上，占地610公顷的格伦莱尔庄园:186-7。他自幼就对这个世界保持难以抑制的好奇心:13。那些能运动、发光或发出声音的东西都会引起他的好奇:3。在1834年一封给他的姨母简·凯写的一封信中，他的母亲写到了这种与生俱来的求知欲:27：
|  | 他对于门、锁、钥匙这些东西都非常感兴趣。“告诉我它为什么会这样？”一直挂在他的嘴边。 |

### 早年求学经历：1839年至1847年
麦克斯韦的母亲承担了他的早期教育。而对于孩子的早期教育在维多利亚时代被认为是家庭妇女的一项职责。他的母亲已经认识到当时尚年幼的麦克斯韦的潜质。:15–16然而，她却因胃癌在麦克斯韦8岁时即离世。之后对于他的教育就由他的父亲和姨母简接手。他们二人都对他的一生起到至关重要的作用。:15-16他的正规教育是在他父亲聘请的家教指导下开始的。但这一开端并不成功。这位家教对他十分刻薄，并且常责骂他迟钝、任性。:15-16他的父亲1841年11月辞退了这位家教，然后经过认真考虑将麦克斯韦送到负有盛名的爱丁堡公学就读:19-21。在学校期间，他住在他的姨母伊萨贝拉的家中。这一时期，他的表姐杰迈玛激发了他对于绘画的热爱。:12-14

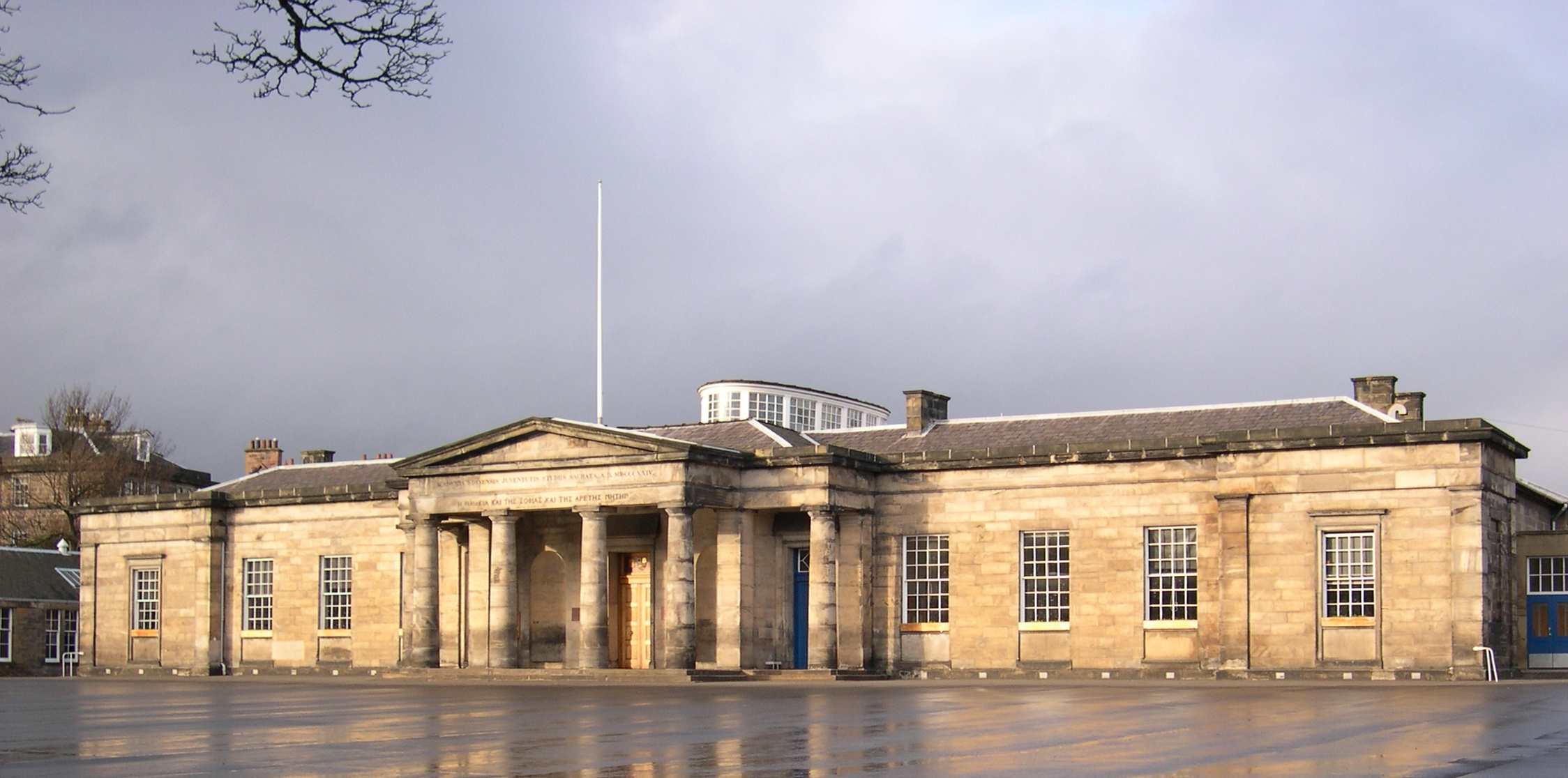
麦克斯韦就读的爱丁堡公学

麦克斯韦直到10岁一直住在乡下的庄园，未见世事。这令他初入爱丁堡公学时并不能融入学校的环境。:10由于当时一年级的学生名额已满，他不得不在入学时即进入二年级，与比他年长一岁的学生一起学习:10。他的举止和浓重的加洛韦口音被他的同学认为非常土气。由于入学第一天时衣着非常粗陋，他被起了难听的绰号。:4但他似乎并没有因此而怨恨任何人，并默默忍受多年:23-24。后来他与刘易斯·坎佩尔以及彼得·格思里·泰特成为朋友。这两位后来都成为了知名学者，并成为麦克斯韦一生的挚友。:506
麦克斯韦少年时期即展现了对于几何学的研究热情。在学习相关知识之前，他即对正多面体进行了研究。:12-14
他在公学前几年的学习成绩并不突出:12-14。这一情况一直维持到他13岁。该年，他获得了校内的数学奖和英语以及诗歌的一等奖。:43
麦克斯韦的兴趣早已超出学校所要求的范围，并不十分关注考试成绩:43。14岁时，他写了第一篇科学论文，《卵形线》（Oval Curves）。其中，他描述了用一根线绳绘制曲线的方法，并探讨了椭圆、笛卡尔卵形线和其他具有两个或两个以上焦点的曲线的特性。由于麦克斯韦年龄太小而被认为没有提交个人科学成果的资格<:16，他的这篇论文由爱丁堡大学的自然哲学教授詹姆斯·大卫·福布斯呈示给爱丁堡皇家学会:506:46-49。此外，这篇论文内容也并非完全原创，如勒内·笛卡尔早已于17世纪即研究了多焦点椭圆的特性，麦克斯韦做的只是将理论进行简化:16。

### 就读爱丁堡大学时期：1847年至1850年

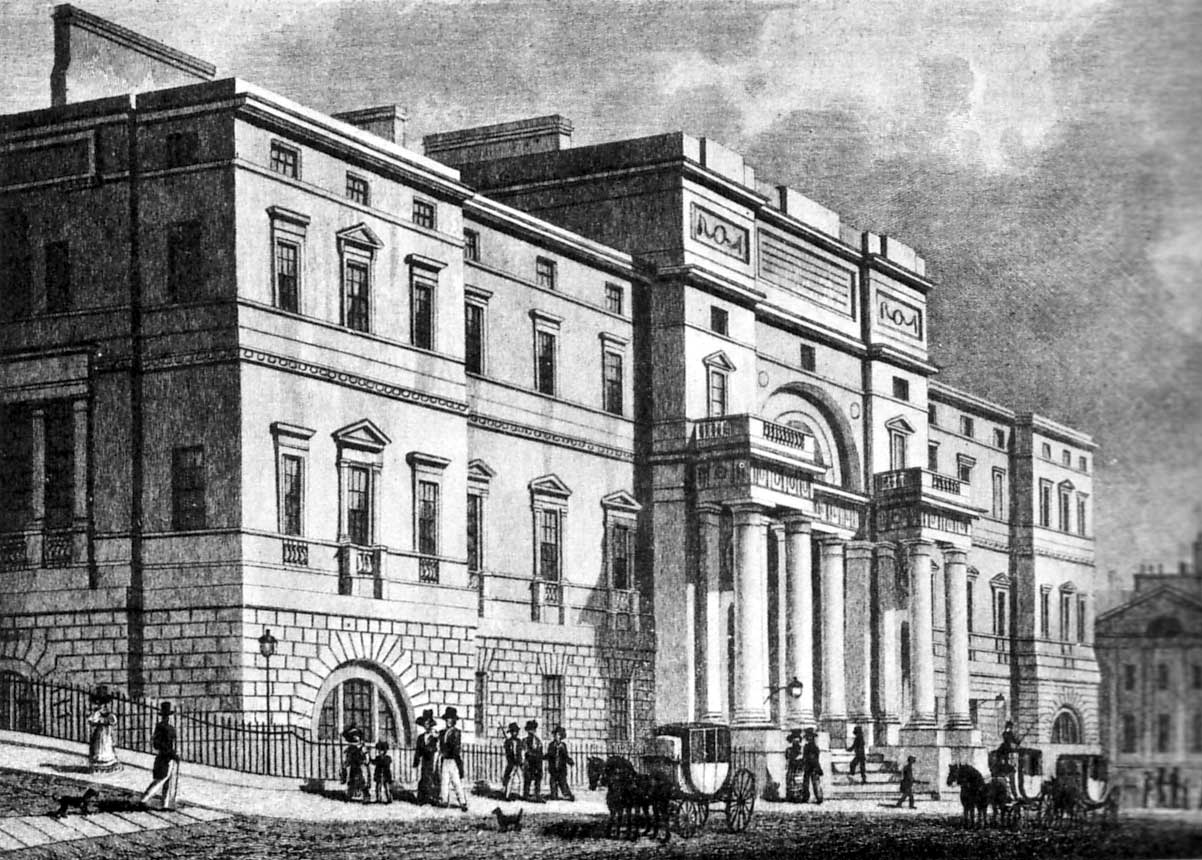
爱丁堡大学的老学院

麦克斯韦1847年自爱丁堡公学毕业，进入爱丁堡大学就读:662。他本来有就读剑桥大学的机会，但在第一学期后决定在爱丁堡大学完成本科学业。爱丁堡大学汇聚了一些当时学术界的名人，比如麦克斯韦第一年的导师中即有威廉·哈密顿从男爵（主教逻辑学和形而上学）、菲利普·凯兰（主教数学）以及詹姆斯·大卫·福布斯（主教自然哲学）:506。他觉得爱丁堡大学安排的课程要求并不严苛:46，因此在空闲时间里通过自学来充分充实自己:64。尽管实验条件简陋，他还是投入大量精力于偏振光的研究上:30-31。他对一系列明胶块施以不同的应力，然后将偏振光照射于其上，发现凝块中出现了彩色条纹:58，即光弹性现象。利用光弹性，人们可以确定物体中的应力分布。:73
麦克斯韦18岁时向爱丁堡皇家学会的会报提交了两篇论文。第一篇是《论弹性固体的平衡态》（On the Equilibrium of Elastic Solids）。在这篇论文中，他探讨了在剪应力作用下，黏稠液体会出现的双折射现象:268–278，这为他后来一项重要的发现打下理论基础。另一篇是《滚线》（Rolling Curves）。而正如他在爱丁堡公学时的经历，此次，他再次因为年纪太小而被认为没有提交科学成果的资格。他的论文由他的导师凯兰代为提交:23。

### 就读剑桥大学时期：1850年至1856年

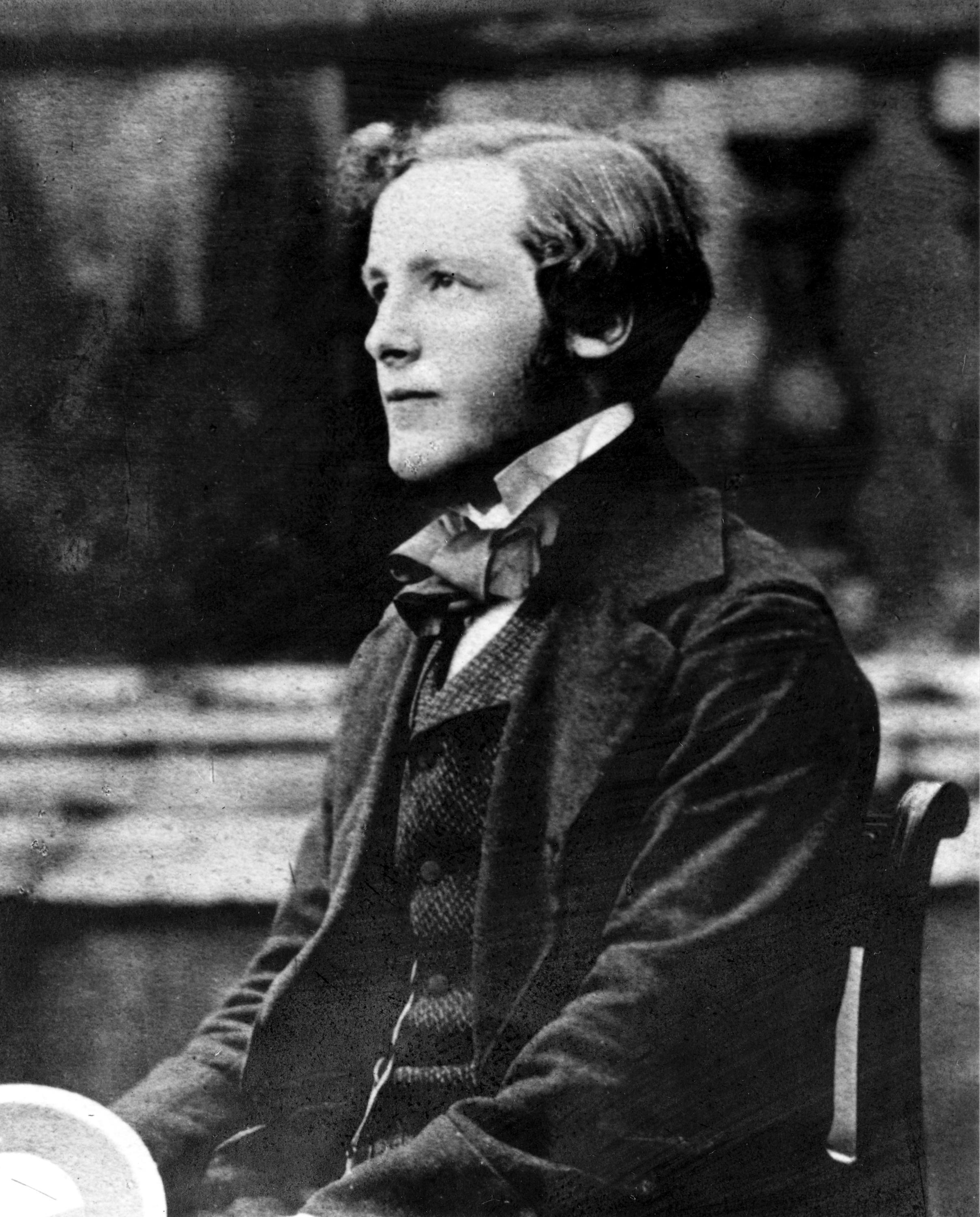
在剑桥大学三一学院就读时期的青年麦克斯韦，手中拿着他发明的比色环。

1850年10月，数学造诣已颇深的麦克斯韦离开苏格兰前往剑桥大学。起初，他就读于彼得学院。但在第一学期末前，为了在毕业后能更顺利地留校成为评议员，他转入三一学院:28。在三一学院，他获选加入了剑桥大学秘密的精英社团，剑桥使徒:30。1851年11月，他开始在有“数学伯乐”之称（"senior wrangler-maker"）的威廉·霍普金斯指导下学习:84-85。
1854年，麦克斯韦自三一学院毕业取得数学学位。他在结业考试中名列第二，仅次于爱德华·劳思。他与劳思一同获得该年的史密斯奖。:62不久后，麦克斯韦向剑桥哲学学会宣读了他的论文《论曲面的弯曲变换》（On the Transformation of Surfaces by Bending）:3。这是他少有的一篇纯数学的论文:61。麦克斯韦决定留在三一学院，并提出评议员资格的申请。当时他预计取得这一资格需要花费几年的努力。而基于他作为研究生时所取得的成就，除了需要负责一些教学和考核方面的工作外，他可以有大量空闲时间从事感兴趣的领域的科学研究。:47-48
麦克斯韦自在爱丁堡大学时期即对颜色的性质即对它的感知有浓厚的兴趣:51。在他1855年论文《有关颜色的实验》（Experiments on Colour）中，麦克斯韦阐述了颜色组合原理。1855年3月，这篇论文由他本人提交至爱丁堡皇家学会。:64-65
1855年10月10日，麦克斯韦成为三一学院的一名评议员:64-65。然后他被要求讲授流体静力学和光学方面的课程，并出这些科目的考题:43-46。
转年的二月，福布斯推荐他申请位于阿伯丁的马歇尔学院刚出缺的自然哲学教授职位:126。麦克斯韦的父亲帮助他准备了必要的推荐信，但在知道他是否成功前即于4月2日在格伦莱尔离世:126。1856年11月，麦克斯韦接受了马歇尔学院的教授职位，离开了剑桥:43-46。

### 执教马歇尔学院时期：1856年至1860年

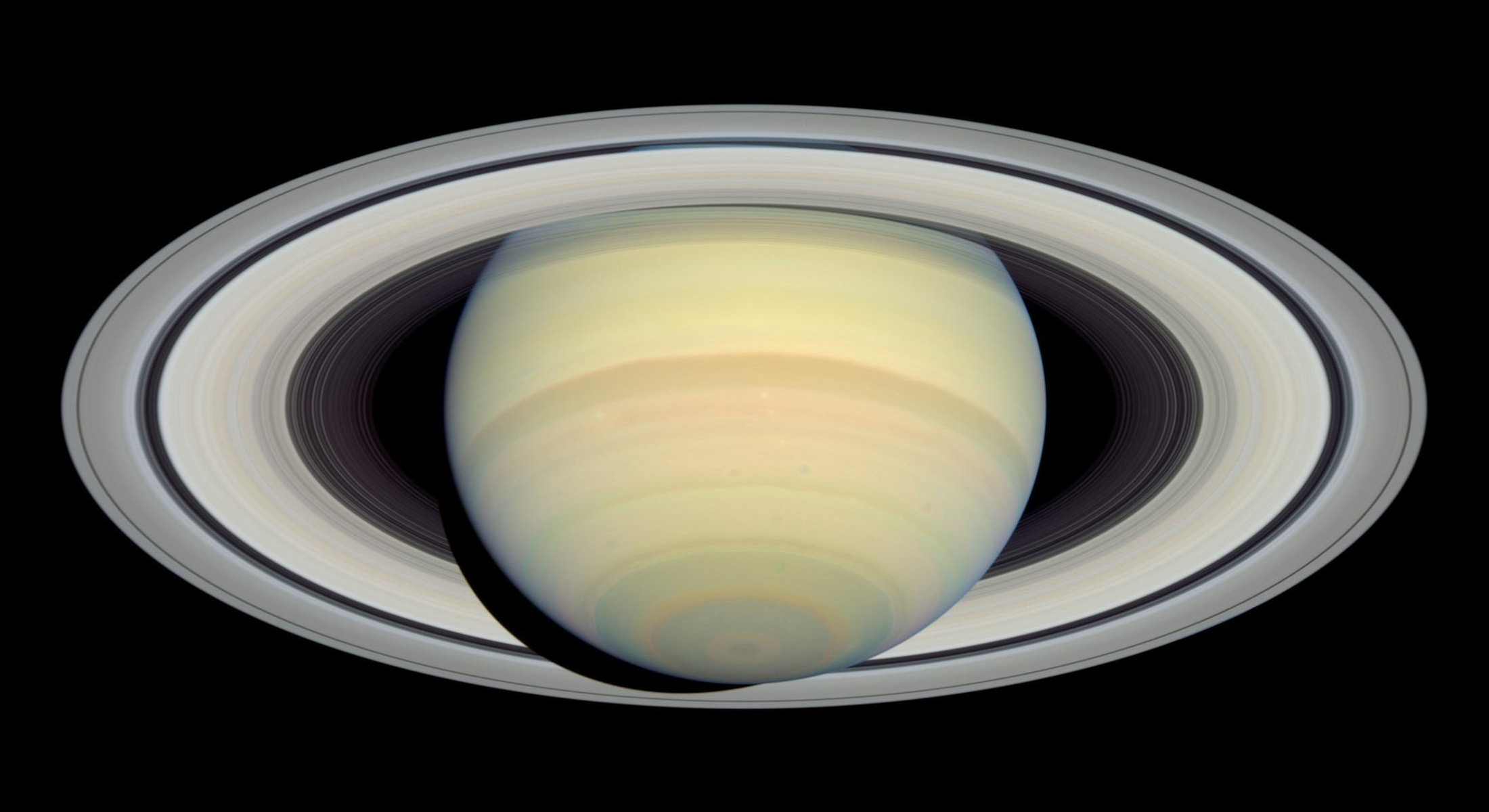
麦克斯韦证明了土星环是由大量小颗粒构成。

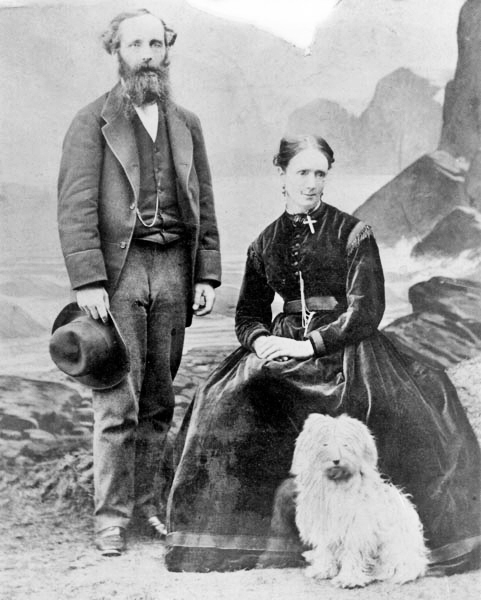
1869年麦克斯韦夫妇的合影

在成为马歇尔学院的教授时，麦克斯韦仅仅25岁，要比其他的教授至少年轻15岁。作为一名系主任，他对列出教学大纲以及准备相关课程方面的工作十分尽职尽责:69-71。他每周会讲15小时的课，其中包括在当地工人学院的公益性演讲:69-71。他工作时住在阿伯丁，暑假时回到格伦莱尔。
此时，他专注于解决一个当时已经困扰科学家两百余年的问题：土星环的性质。它能保持稳定而未裂解；并且能在土星周围，既未飘远，又未撞向土星在当时是一个谜团:48-53。由于剑桥大学圣约翰学院1857年将其设为亚当奖的悬赏问题，这一问题在当时受到特别关注:508。麦克斯韦花了两年时间来研究这一问题。他证明如果土星环是固体的话，那么它不会稳定；而如果是气体的话，它也会因为波的作用而裂解。因而，他得出土星环是由有各自环绕土星运动轨道的大量的小颗粒构成的结论。:5081859年，他因论文《论土星环运动的稳定性》（On the stability of the motion of Saturn's rings）而获得亚当奖。这篇论文是当时参评论文中将问题论述清楚的唯一一篇:75。而他详实而有力的论述被喬治·比德爾·艾里誉为他所见过的“在物理学中运用数学的范例之一”。而麦克斯韦的理论预测最终在20世纪80年代旅行者计划中对于土星的观测时被验证。
1857年，麦克斯韦与当时马歇尔学院的校长丹尼尔·杜瓦牧师成为朋友，并由此结识了杜瓦的女儿凯瑟琳·玛丽·杜瓦。詹姆斯和凯瑟琳1858年2月订婚，并在同年的6月2日于阿伯丁完婚。在婚姻记录中，麦克斯韦被登记为“阿伯丁马歇尔学院自然哲学教授”。凯瑟琳比麦克斯韦大7岁。她为麦克斯韦黏性方面的研究提供了帮助:351。麦克斯韦的挚友，坎佩尔，在为他作的传记中尽管鲜少提及凯瑟琳，但写到麦克斯韦夫妇对彼此的付出“无可比拟”:88–91。
1860年，马歇尔学院与邻近的阿伯丁国王学院合并成立阿伯丁大学。在合并后，自然哲学教授职位只有一个。麦克斯韦尽管在当时科学界已有一定的声望，仍不得不离职。而他也没能成功申请爱丁堡大学刚刚出缺的自然哲学教授职位。最终，麦克斯韦成为了伦敦国王学院的自然哲学教授。:541860年夏天，在从令他几乎丧命的天花康复后，麦克斯韦与他的妻子启程南行前往伦敦:98。

### 执教伦敦国王学院时期：1860年至1865年

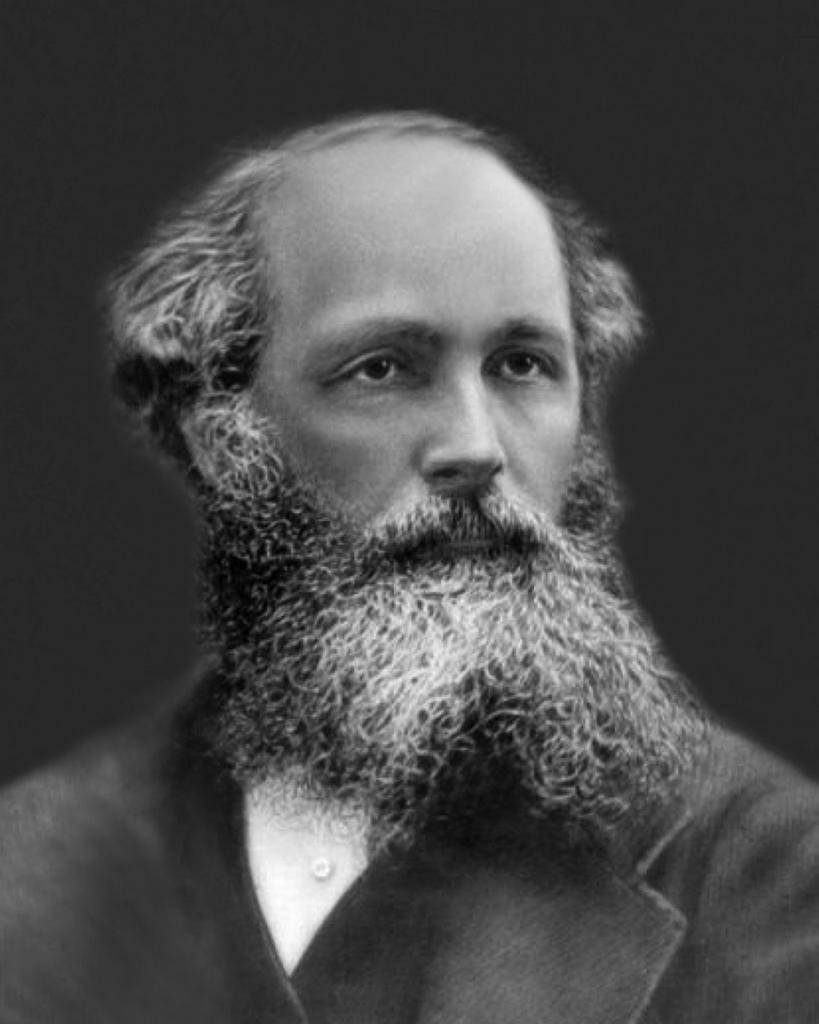
晚年麦克斯韦

麦克斯韦在伦敦国王学院执教的这段时间可能是他整个职业生涯最为高产的一个时期。1860年，他因在色彩学方面的研究而获得皇家学会的伦福德奖章，后于1861年获选进入皇家学会。:103-104在这一时期，他展示了世界上第一张耐光的彩色照片，进一步发展了他的气体黏性理论，并发展了能用来分析物理量间关系的量纲分析。麦克斯韦还经常出席皇家科学研究所的公众讲座。在那里，他会与迈克尔·法拉第进行定期交流。但两人关系谈不上亲密，因为法拉第比麦克斯韦年长整整40岁，并且在当时已经出现失智症的迹象。然而，他们依旧保持对彼此才华的敬重。:100-101
麦克斯韦在这一时期尤为重要的成就是他对于电磁学领域研究的推进。在他1861年发表的分为两部分的论文《论物理力线》中，他考察了电场与磁场的性质。在论文中他提出了能用来解释电磁感应现象的理论模型，分子渦流理论。1862年初论文再版时，麦克斯韦又增补了两部分。在增补的第一部分中，他探讨了静电场的性质和位移电流。在增补的第二部分中，他探讨了偏振光的偏振方向会在外磁场作用下发生改变的现象，即法拉第效应。:109

### 晚年

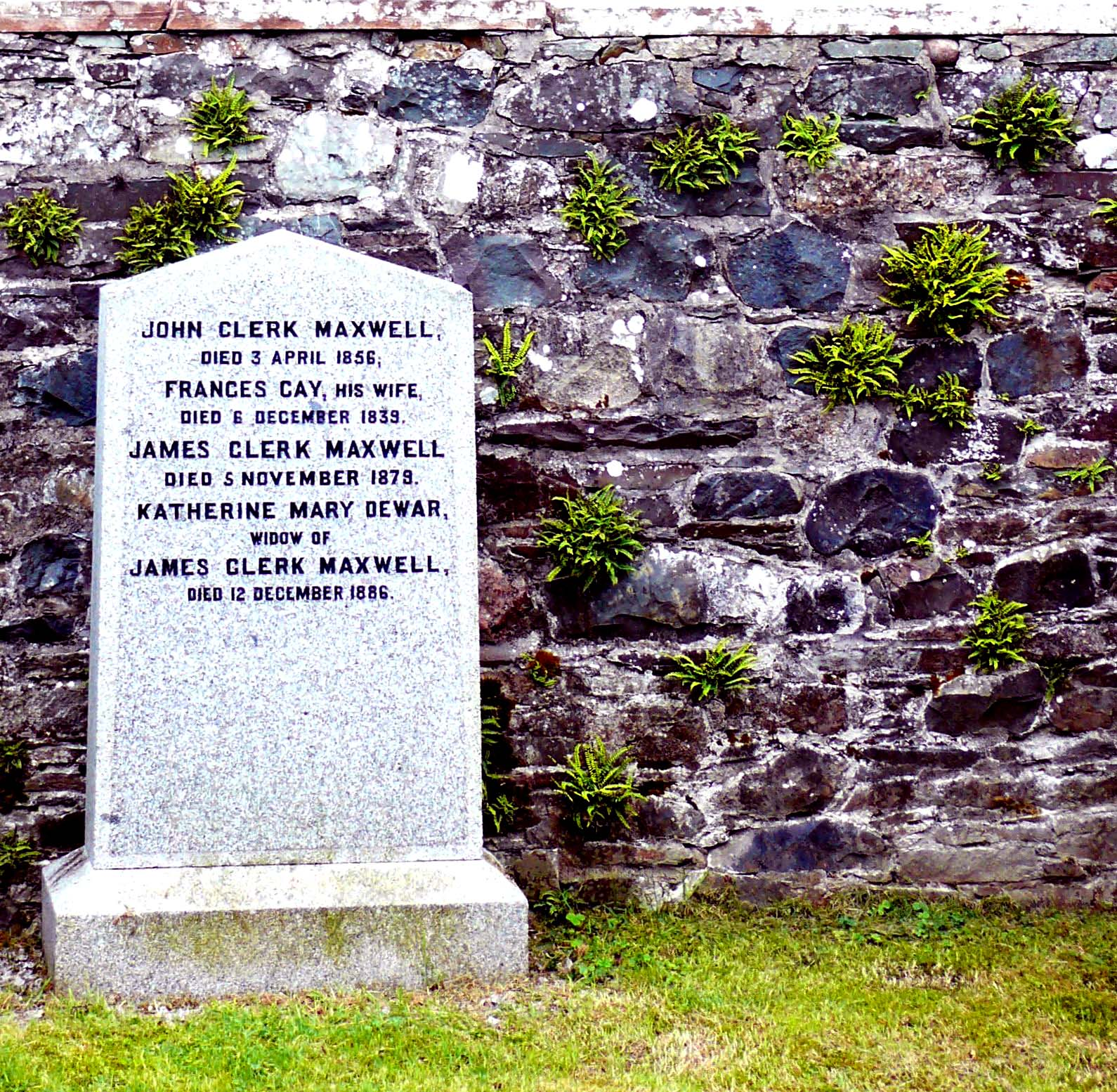
位于帕顿的麦克斯韦之墓

1865年，麦克斯韦辞去伦敦国王学院的职位，与妻子凯瑟琳回到了格伦莱尔。在1870年发表的《论可易图形、框架以及力图》（On reciprocal figures, frames and diagrams of forces）中，他探讨了不同承重结构的刚度。他还撰写了教材《热学》（Theory of Heat)（1871年）以及专著《物质与运动》（Matter and Motion)（1876年），并成为明确使用量纲分析方法的第一人。
1871年，他成为首任卡文迪许教授，被委任监理卡文迪许实验室的发展。实验室一砖一瓦的建设以及一件件仪器的购置都经过他的监管。
麦克斯韦晚年对于科学做出最大贡献之一，就是抄写并编辑整理了亨利·卡文迪许所遗留下的实验资料。这些资料包含了卡文迪许对与地球密度以及水的微观物质构成的探究。

### 逝世
麦克斯韦1879年11月5日因胃癌在剑桥逝世，享年48岁:662。他的母亲也是在相同的年龄因为同种癌症而去世的。麦克斯韦被葬于离他长大的地方非常近的帕顿。由他终生挚友刘易斯·坎佩尔为他作的详实的传记《詹姆斯·克拉克·麦克斯韦的一生》（The Life of James Clerk Maxwell）在1882年出版。他的两卷本著述集於1890年由剑桥大学出版社出版发行。

## 个人生活
作为一位苏格兰诗歌爱好者，麦克斯韦对于许多诗歌能熟读成诵，并且还会自己作诗。由他的朋友坎佩尔整理的他的诗集在1882年出版。他写的诗中较为有名的一首是《刚体吟》（Rigid Body Sings）。在这首诗中，他戏仿了羅伯特·伯恩斯的《走过麦田来》（Comin' Thro' the rye）。诗的开头几行是：
|  | 倘一体碰一体 其飞至空中 若一体撞一体 可会飞？又何去？ |

麦克斯韦社交能力上的欠缺几乎与他的科学方面的天赋齐名。
麦克斯韦的宗教信仰及有关的活动一直受到各方关注研究。麦克斯韦幼年曾同时参加苏格兰长老会（由于其父）和圣公会（由于其母）。他在1853年4月彻底转向长老宗，并在晚年成为苏格兰长老会的一位长老。他的反实证主义倾向与他的宗教信仰有关。

## 主要科学贡献

### 電磁學

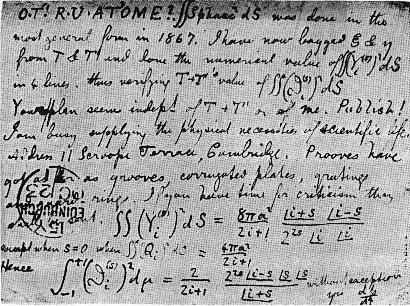
馬克士威給彼得·格思里·泰特的明信片

馬克士威在1855年时即已研究電學和磁學。该年，他向剑桥哲学学会提交了《論法拉第力線》。在这篇論文中，他提出了法拉第在电学与磁学方面实验研究成果的数学模型，并阐述了电与磁两种现象之間的關係。后来，他又將當時的电与磁方面已有的研究成果整理为由二十個方程組成的微分方程组。这一成果1861年在《論物理力線》中发表。
同时，馬克士威基于法拉第提出的力线的概念引入了电磁场的概念。通过将粒子间的电磁作用视作粒子通过它在周围建立起的场进行，馬克士威对于光的研究有了更進一步的發展。
1862年，在伦敦国王学院执教時，馬克士威利用已有的实验数据通过計算發現，電場傳播的速度与当时测得光速非常接近。他認為這不只是一個巧合。在1862年发表《论物理力线》的第三部分中，他写到：
|  | 我们难以回避这一推断，光与同种介质中引起电磁现象的横波具有一致性。 |

经过对于这一问题的后续研究，馬克士威提出了電磁波方程。这一方程从理论上预言了当时还未发现的，由交变电磁场激发的電磁波的存在。这种波在空间中的传播速度可以通过電學實驗结果进行测算。利用當時已得到的实验數值，馬克士威得出这一速度為310740000m/s。这与当时阿曼德·斐索和莱昂·傅科测算的光速数值非常接近。在他1864年发表的論文《電磁場的動力學理論》中，他寫到：
|  | 这些結果的一致性似乎表明，光與磁是同一物質的两种屬性，而光是按照電磁定律在电磁场中傳播的電磁擾動。 |

馬克士威方程組的较为完善的形式最早出现在1873年出版的《电磁通论》中。这部专著主要在他辞去伦敦职位和担任卡文迪许教授之间的赋闲时期完成。馬克士威以四元数的代数运算去表述电磁场理论，并将电磁场的势作为其电磁场理论的核心。1881年，奧利弗·黑維塞以“力”取代“势”作为电磁学理论的中心，降低了馬克士威理论的复杂程度，并将方程组化为现今所知的形式。他认为以「势」来分析电磁场的方法具有任意性，应当废止。不过运用标量势和向量势来解馬克士威方程組是现今通用的解法:section 11.6。几年后，黑维塞和彼得·格思里·泰特就矢量分析和引入四元数两种方法在对电磁场的研究中的相对优越性进行了争论。争论的结果是如果场是纯定域的，并且利用矢量分析已经对于问题给出较好的解答时，则不必引入四元数的概念，尽管这一概念可能有更为深远的物理意义。:7-8
馬克士威的电磁学理论的正确性现在已受公认。而他将光与电磁学理论进行定量联系的创举也被认为是19世纪物理学最伟大的成就之一。

### 对于颜色的研究

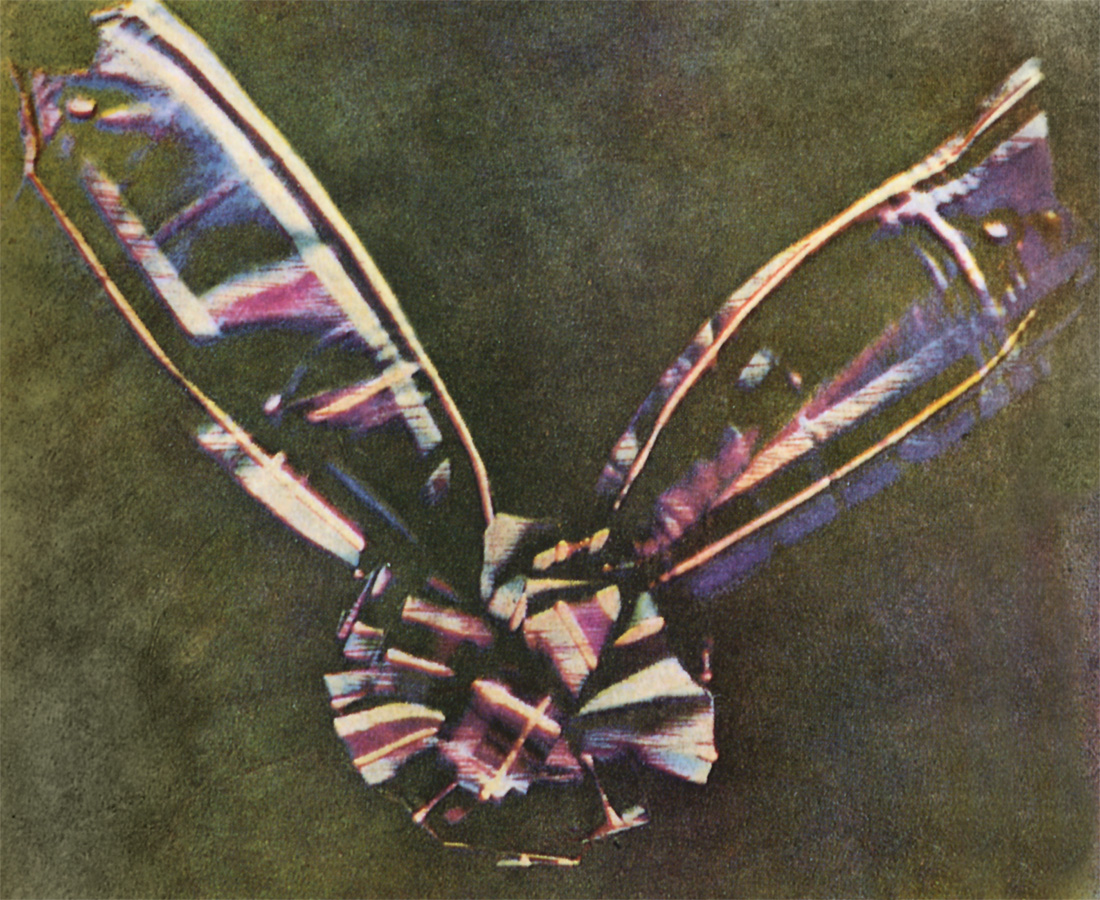
1861年，由麦克斯韦拍摄的第一张耐久彩色照片。

麦克斯韦在光学领域和色觉的研究上也有贡献。他为可以实际应用的彩色摄影奠定了基础。从1855年到1872年，麦克斯韦发表了一系列有关颜色的感知，色盲以及色彩理论的有价值的研究结果，并因《色觉理论》（On the Theory of Colour Vision）而获得伦福德奖章。
在他1855年的一篇有关颜色感知的论文中，麦克斯韦提出如果透过红、绿、蓝三色滤光器分别拍摄同一景象，而后将影像分别通过三种颜色的滤镜投射到屏上，这样叠加可以完全还原原始的彩色影像。
1861年，在皇家研究所做的有关色彩理论的讲座中，麦克斯韦展示了经由三色叠加原理所拍摄的世界上第一张彩色照片。这张照片拍摄的是带有花呢格紋的缎带。不过由于照相底版对红光和绿光不大敏感，实际拍摄效果与预期效果有一定的差距。:103-1041961年，后世的研究人员提出当时照片效果不令人满意的原因可能是底板受到了滤镜所没能屏蔽的紫外线的影响。

### 分子运动论和热力学

麦克斯韦妖，麦克斯韦为诘难热力学第二定律而进行的思想實驗。

麦克斯韦在分子运动论方面也有建树。分子运动论由丹尼尔·伯努利创立，其后经约翰·赫帕斯、约翰·詹姆斯·沃特斯顿、詹姆斯·普雷斯科特·焦耳以及鲁道夫·克劳修斯等人发展。这些人中尤以克劳修斯对于分子运动论贡献为大。他让这一理论成为受到公认的理论。而后，分子运动论的发展又经麦克斯韦大大推进。他对于这一理论的实验验证以及数学模型的建立都有贡献。
1856年至1866年间，他建立了气体分子速度分布律理论。这一理论后来由路德维希·玻尔兹曼进一步发展推广为麦克斯韦-玻尔兹曼分布。麦克斯韦-玻尔兹曼分布给出了在一定温度下以一定速度运动的气体分子的在整体中所占比例，从而进一步得出气体的温度与构成它的分子运动情况有关。这推广了先前建立的热力学定律，并对当时已有的实验现象和结果给出了较先前更好的理论解释。而在对于热力学的研究过程中，麦克斯韦又进行了一个可以诘难热力学第二定律的思想实验。他设想如果一个热力学系统内部存在这样一个机制：其可以辨识分子运动速度，并令运动速度在不同区间上的分子向系统不同部分集中（这一机制一般被称为麦克斯韦妖）；那么一个孤立系统的熵可能会因为这一机制的存在而减少，而这与热力学第二定律相违。
1871年，他从热力学势对两种热力学状态量的二阶偏导与求偏导的先后顺序无关出发，给出了一系列热力学状态量偏导数间的等式关系，即麦克斯韦关系。1874年，基于约西亚·吉布斯对于热力学过程进行图像解释的论文，麦克斯韦又提出了麦克斯韦热力学面来对相变进行图像解释。

### 控制理论
1868年，麦克斯韦在《英国皇家学会论文集》上发表论文《论控制装置》（On governors），这里的“控制装置”指的是用于调节蒸汽机的离心调速器。这篇论文被认为是早期控制理论的核心要旨。

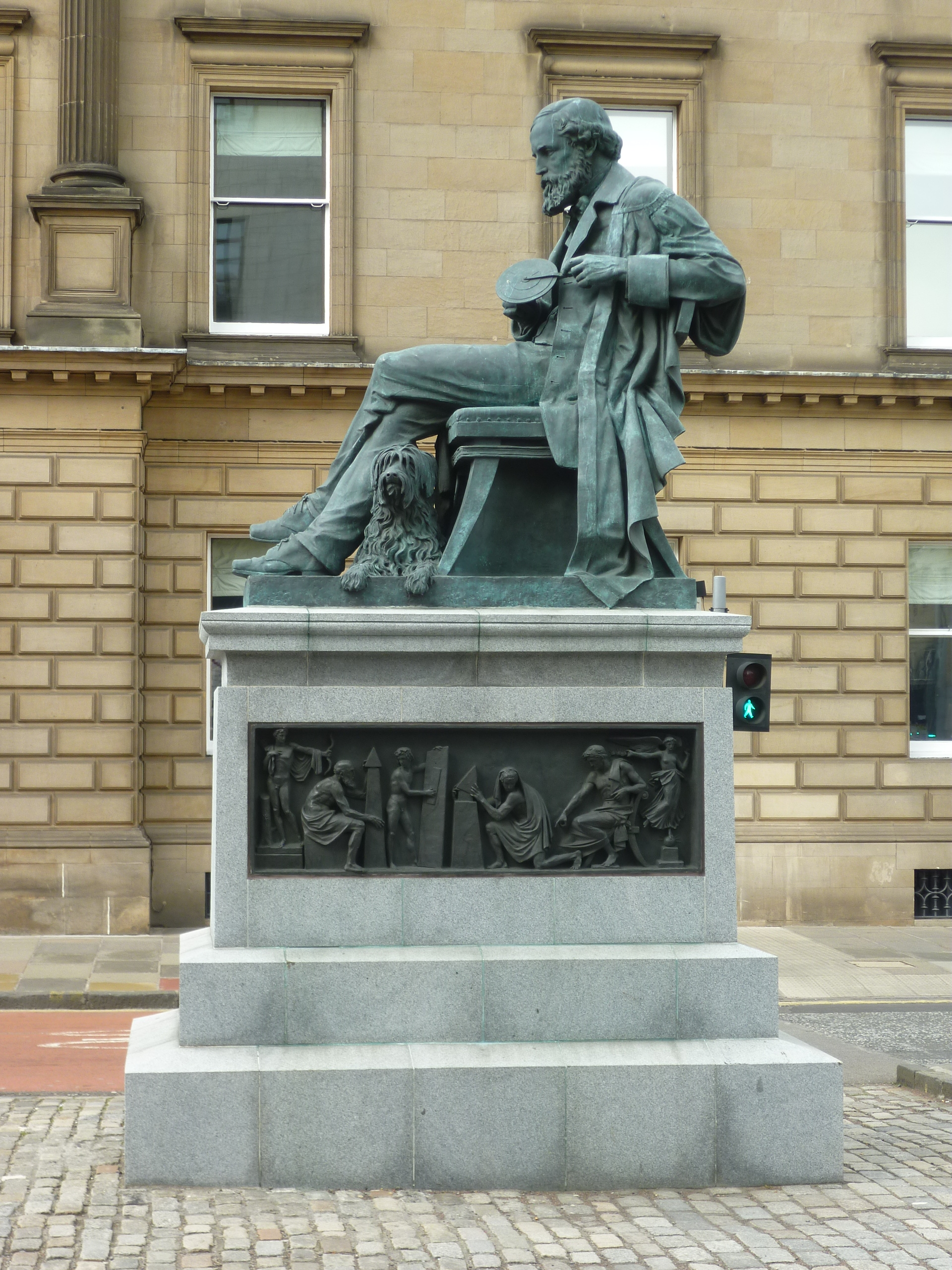
位于爱丁堡的麦克斯韦的雕像

## 后世纪念
美国知名物理学家理查德·费曼将麦克斯韦方程组的发现称为“纵观人类历史，整个19世纪中毫无疑问最重要的事件”。为了纪念馬克士威所创下的功绩，后人将许多事物以他的名字来命名，如：
- 厘米-克-秒制下磁通量的单位，馬克士威（Mx）[71]
- 金星上的馬克士威山脈[71]
- 土星环中的馬克士威縫[72]
- 当今世界上最大的亚毫米波（英语：Submillimetre astronomy）天文望远镜，詹姆斯·克拉克·馬克士威望遠鏡（英语：James Clerk Maxwell Telescope）[71]
- 爱丁堡大学的詹姆斯·克拉克·馬克士威樓[73]
- 伦敦国王学院滑铁卢校区的詹姆斯·克拉克·馬克士威樓[74]
- 爱丁堡公学的詹姆斯·克拉克·馬克士威中心[75]
- NVIDIA GeForce 800系列图形处理器的架构[76]
- IEEE/RSE詹姆斯·克拉克·馬克士威獎章

英国大数学家迈克尔·阿蒂亚幫助籌款約200万英镑，为麦克斯韦在爱丁堡广场建立铜像。

## 外部連結
- . Internet Archive.
- James Clerk Maxwell的作品  - 古騰堡計劃
- 來自詹姆斯·克拉克·麦克斯韦的LibriVox公共領域有聲讀物
- 約翰·J·奧康納; 埃德蒙·F·羅伯遜, ,  （英语）
- . Numericana.   [2014-06-07]. （原始内容存档于2010-03-29）.
- .   [2010-01-24]. （原始内容存档于2011-08-18）.
- . scotlandspeople.gov.uk.   [2014-06-07]. （原始内容存档于2006-12-30）.
- [克拉克·麦克斯韦发表的论文和著作] (PDF). 克拉克·麦克斯韦基金会.   [2014-06-07]. （原始内容存档 (PDF)于2013-10-19）.
- [传记] (PDF). 克拉克·麦克斯韦基金会.   [2014-06-07]. （原始内容存档 (PDF)于2021-04-03） （英语）.
- 在Find a Grave上的詹姆斯·克拉克·麦克斯韦
- The Life and Science of James Clerk Maxwell  （页面存档备份，存于）